# Bor Artnak
Bor Artnak (Trbovlje, 4 de junio de 2004) es un tenista esloveno. Alcanzó el puesto 410° ATP en singles el 22 de julio de 2024. Actualmente es el jugador con mejor ranking de Eslovenia. En juniors logró el puesto 10 del ranking mundial, el día 16 de mayo de 2022.
Artnak ha ganado tres títulos del circuito ITF y un título de dobles.
Actualmente juega a nivel universitario representando a la Universidad Estatal de Arizona.

## Copa Davis
Actualmente, Artnak representa a Eslovenia en la Copa Davis, donde tiene un récord de 6-6.
- Debut: septiembre de 2021, ante Paraguay; victoria por 1-6, 6-3 y 6-2 ante Martín Antonio Vergara del Puerto.

## Títulos enFutures(4; 3+1)

### Individuales (3)
| N.º | Fecha               | Torneo       | Superficie | Oponente en la final | Resultado      |
| --- | ------------------- | ------------ | ---------- | -------------------- | -------------- |
| 1.  | 12 de junio de 2022 | M15 Sarajevo | Arcilla    | Stefan Popović       | 6-1, 7-5       |
| 2.  | 30 de julio de 2023 | M15 Novi Sad | Arcilla    | Andrej Nedić         | 6-0, 7-6 (7-2) |
| 3.  | 14 de julio de 2023 | M15 Litija   | Arcilla    | Peter Heller         | 6-2, 6-3       |

### Dobles (1)
| N.º | Fecha                 | Torneo       | Superficie | Pareja      | Oponentes en la final    | Resultado              |
| --- | --------------------- | ------------ | ---------- | ----------- | ------------------------ | ---------------------- |
| 1.  | 28 de octubre de 2023 | M25 Al Zahra | Dura       | Matic Dimic | Igor Dudun Samuel Puskar | 6-3, 6-7 (5-7), [10-6] |